# Bephenium hydroxynaphthoate
Bephenium hydroxynaphthoate (INN, tên thương mại Alcopara, Alcopar, Befenium, Debefenium, Francin, Nemex) là một chất chống giun sán trước đây được sử dụng trong điều trị nhiễm giun móc và giun đũa. Nó được điều chế dưới dạng muối giữa thành phần dược phẩm hoạt động, bephenium và axit 3-hydroxy-2-naphthoic.
Bephenium không được FDA chấp thuận và không có sẵn ở Hoa Kỳ.